# Museu das Monções
Museu das Monções, também chamado Museu Histórico e Pedagógico das Monções, é um museu localizado em Porto Feliz. Foi fundado em 1963. É considerado uma das principais referências culturais da cidade.
No acervo, há documentos, mapas e livros, especialmente tratando as monções e a história do município, um ponto de saída de expedições fluviais.
O museu está localizado no Sobrado Coronel Esmédio, tombado pelo CONDEPHAAT, em 1982. Em 1846, o casarão hospedou D. Pedro II, tornando-se assim "casa real". O museu foi anteriormente chamado Museu Histórico e Pedagógico das Monções “Romeu Castelucci”, nome que homenageia um de seus principais mantenedores.
A criação do museu está associada à estratégia de difusão de museus históricos pedagógicos no Estado de São Paulo, buscando reforçar a memória bandeirante e republicana no Brasil. O decreto de fundação do museu data de 1957, mas a data oficial de criação é 13 de outubro de 1963.

## Fechamento e reforma
O museu foi fechado no ano de 2010 para restauro. Em 2015, o prédio onde se localiza o museu foi considerado "ameaçado" e o acervo foi retirado, sendo que em 2018 foi indicado que o prédio corria o risco de desabar.
Em 2017, uma nota foi publicada pela Assembleia Legislativa de São Paulo explicando o plano para reforma e reabertura do museu. Em resposta a uma demanda apresentada pelas autoridades da cidade de Porto Feliz, o deputado Junior Aprillanti se reuniu o diretor do Sistema Estadual de Museus de São Paulo para formarem um plano para a eventual reabertura do Museu das Monções. Em março de 2019 foi iniciada a reforma do museu, com um custo inicial de aproximadamente um milhão de reais, e um custo total de doze milhões. Porém, em novembro do mesmo ano, o Conselho de Defesa do Patrimônio Histórico de São Paulo (Condephat) realizou o embargo das obras de reforma, dando como razão a descaracterização do prédio.